# Підозрюваний (телесеріал Джеймса Стронга, 2022)
«Підозрюваний» (англ. The Suspect) — британський поліцейський процесуальний телесеріал із п'яти епізодів, заснований на однойменному романі Майкла Роботема 2004 року. Перший епізод, знятий за сценарієм Пітера Беррі продюсером Наташою Романюк, вийшов на каналі ITV 29 серпня 2022 року.

## Синопсис
У неглибокій могилі на цвинтарі знайдене тіло жінки. Розтин показує, що вона сама завдала собі 21 ножове поранення. Поліція звертається за консультацією до клінічного психолога Джо О'Локліна, який розповідає, що жінка — його колишня пацієнтка. Через деякі очевидні збіги та побічні докази психолога підозрюють у вбивстві.

## Акторський склад
- Ейдан Тернер — доктор Джо О'Локлін
- Шон Паркс — детектив-інспектор Вінс Руїс
- Анджлі Мохіндра — детектив-сержант Рія Деві
- Сіан Кліффорд — Фенвік
- Камілла Біпут — Джуліанна
- Адам Джеймс — доктор Джек (Джеральд) Оуенс
- Боббі Скофілд — Боббі Моран
- Брона Во — Кара
- Анджела Гріффін — Мелінда

## Виробництво
Серіал знімали протягом 2021 року в різних місцях Лондона. У головній ролі клінічного психолога Джо О'Локліна знялася зірка трилерів, ірландський актор Ейдан Тернер.

## Критика
Роман «Підозрюваний» Майкла Роботема став бестселером, проте рецензія на телевізійний серіал у The Independent стверджує: «Діалоги надто надумані, щоб ефективно щось приховати; сюжетні діри випадають із вуст персонажів із лязгом», але також визнається, що це «на диво переконливо».